# Ради Неделчев
Ради Неделчев е български художник наивист.

## Биография
Живее и работи в Русе от 1954 г. Критиката го определя като безспорен наивист, работещ в областта на композицията и портрета. От 1965 година участва в Обща художествена изложба и изложби в чужбина: Женева, Париж, Мюнхен, Прага, Москва, Токио, Загреб, Атина, Монреал, Вашингтон и др. Има самостоятелни изложби в Морж – Швейцария, Будапеща, Берлин, Париж, както и в много български галерии.
Признанието идва още през 1971 г., когато на световна изложба на наивистите в град Морж Неделчев печели втора награда. По-късно негови творби са откупени и днес са в колекцията на музея „Анри Русо – Митничаря“, Париж. Притежава много български отличия и награди. Негови творби са притежание на НХГ, СГХГ, други големи галерии в страната и множество частни колекции в чужбина.
Умира на 4 април 2022 г.